# なかむらさとみ
なかむら さとみ（12月23日 - ）は、日本の漫画家。東京都出身。女性。血液型はB型。趣味は一人カラオケ。『ウェルカム!KSM部』でデビュー。2012年から『ちゃお』（小学館）、『ちゃおデラックス』（同）で活動している。

## 作品リスト

### 連載
- ブラックアリス（『ちゃお』2018年7月号 - 2018年9月号、2019年2月号[2] - 2019年6月号、2019年9月号 - 2020年1月号、2020年5月号 - 2020年9月号[3]、2021年8月号 - 2021年10月号、『ちゃおデラックス』2021年1月号 - 2021年7月号、『ちゃおデラックスホラー』2021年冬号）
- KAWAII戦士♡きゅーすと伝説（『ちゃお』2025年9月号[4] - ）

### 読み切り
- みがわりアプリ（『ちゃおデラックス』2014年3月号 ホラー冬増刊）
- ビューティーサプリ（『ちゃおデラックス』2015年7月号）
- クサリ女（『ちゃおデラックス』2015年7月号 ホラー&ミステリー増刊） - 『衝撃告白！私たちの心霊体験』に収録[5]。
- リサイクルアプリ（『ちゃおデラックス』2015年11月号）
- いつでも一緒（『ちゃおデラックス』2016年ホラー3月号増刊） - 『いちばんこわい学校の怪談』に収録[6]。

### 書籍
- 『ブラックアリス』小学館〈ちゃおホラーコミックス〉2017年 - 刊行中、既刊11巻（2024年8月現在）

## 関連人物
森田ゆき
師匠。